# 구미호 가족
《구미호 가족》은 2006년에 개봉한 대한민국의 판타지 코미디 영화이다.

## 캐스팅
- 주현 : 아버지 역
- 박준규 : 기동 역
- 하정우 : 아들 역
- 박시연 : 첫째딸 역
- 고주연 : 엽기꼬마 막내 역
- 박철민 : 형사 역
- 우현 : 홍씨 역
- 변신호 : 오 노인 역
- 윤현숙 : 미스 황 역
- 민지혜 : 편의점 여 역
- 함건수 : 사채업자 1 역
- 유중호 : 사채업자 2 역
- 박소정 : 술집녀 역
- 장수형 : 의사 역
- 홍경연 : 카바레 아줌마 역
- 최윤례 : 카바레 미시 역
- 이봉규 : 목욕탕 주인 역
- 최경원 : 형사반장 역
- 류성현 : 경찰 역
- 김영웅 : 기자 역
- 이림 : 단란주점 마담 역
- 변주연 : 기동의 딸 역
- 이상훈 : 중국집배달원 역
- 강규헌 : 편의점점원 역
- 이갑선 : 지하철 장님 역
- 이연선 : 쇼호스트 1 역
- 김명선 : 쇼호스트 2 역
- 백수빈 : 사진 속 애기 역
- 김희라 : 도입부 컨테이너 거주자 역 (우정출연)
- 선우용녀 : 어머니 구미호 역 (우정출연)
- 강유미 : 종결부 여기자 역 (우정출연)

## 수상
- 2007년 제43회 백상예술대상
  - 영화부문 여자신인연기상 - 박시연